# Коми-язьвинцы
Ко́ми-я́зьвинцы, также я́зьвинские пермяки́, я́зьвинцы или краснови́шерские пермяки́ (коми-язьвин. комийөз, пермякйӧз («пермяки»), коми утьыр, коми ёдзва комияс, язьвинса, коми-перм. язьвинса) — этнографическая группа коми-пермяков, или обособленная финно-угорская народность (недоступная ссылка — история) (недоступная ссылка — история) в России.

## Численность и расселение
В настоящее время язьвинцы в основном проживают в ряде населённых пунктов Красновишерского района Пермского края: деревни Бычина и Нижняя Бычина (род Быч), село Верх-Язьва (род Кичиг), деревни Паршакова, Арефина, Антипина, Ванькова. Антипинская, Паршаковская, Бычинская и Верх-Язьвинская сельские администрации (этих администраций ныне нет — они объединились в 2011 году в Верх-Язьвинское сельское поселение).
Общая численность по некоторым оценкам составляет от 2—3 тысяч до 5 тысяч человек, в том числе до двух тысяч компактно проживают на территории Красновишерского района Пермского края.
По переписи населения 2002 года коми-язьвинцы отдельно не выделялись и включались в состав коми (коми-зырян), коми-пермяков и русских. В перечне вариантов самоопределения своей национальности при переписи 2002 года в России только 146 человек самоопределились как коми йоз (учтены среди коми-зырян) и 878 человек как пермяки (учтены среди коми-пермяков).

## Язык
Коми-язьвинское наречие относится к пермской группе финно-угорской ветви уральской семьи языков. Является промежуточным между коми-зырянским и коми-пермяцким языками. Некоторые исследователи считают его диалектом языка коми (обобщённо общего для коми-зырян и коми-пермяков).
В 2003 году при поддержке администрации Пермской области был издан первый коми-язьвинский букварь. Автор букваря — учительница Паршаковской средней школы А. Л. Паршакова. Этот букварь стал первой книгой, изданной на коми-язьвинском языке.

## История
Предки коми-язьвинцев занимали значительную территорию междуречья Камы, Вишеры, Колвы. Скорее всего, население, давшее основу коми-язьвинцам, представляло собой особую этно-лингвистическую группу. Оно имело общие хозяйственные навыки, языковые и культурные признаки. В низовьях Вишеры, Колвы и на примыкавших к ним побережьях Камы выявлено много археологических памятников IX—XV веков, относящихся к родановской культуре коми-пермяков. Но механизм консолидации населения, создавшего эти памятники, в этническую группу ещё не достаточно прослежен исследователями.
Коми — аборигенное население междуречья Камы, Вишеры, Колвы. После вхождения Перми Великой в состав Московского государства в 1472 году оно подверглось постепенной ассимиляции со стороны русских, сохраняя при этом свою самобытность до середины XIX веке. На реке Язьва, судя по археологическим и топонимическим данным, в XIV—XV веках сложилась небольшая изолированная группа комиязычного населения, которая по некоторым данным пришла сюда в Золотоордынский период с низовий реки Иньва, правого притока Камы, где до сего времени существует близкий ей оньковский говор коми-пермяков.
Проживание этой группы в относительной изоляции и принятие ей старообрядчества способствовали тому, что в бассейне Язьвы сформировалось этническое образование с особым языком, культурно-бытовыми особенностями и самосознанием. Важную роль в этом сыграли на рубеже XIX—XX веков пришлые сезонные рабочие — «зимогоры», а также появление на их территории в советское время посёлков спецпереселенцев, лагерных отделений ГУЛАГа и посёлков лесозаготовителей.
В XIX веке язьвинцы, как староверы, преследовались властями. Позднее, в 1930—1950 годах их священнослужители подверглись репрессиям. По своему вероисповеданию язьвинцы — старообрядцы-беглопоповцы, имеют собственного епископа Леонида, проживающего в деревне Ванькова (ранее Суиб).
Коми-язьвинцы учитывались в составе коми-пермяков при переписи 1926 года и в дальнейшем. Позднее существование этого народа официально не признавалось, а его представители считались коми-пермяками. По инициативе этнографа Г. Н. Чагина и при поддержке бывшего и. о. губернатора Пермской области и 1-го губернатора Пермского края О. А. Чиркунова, была сделана попытка закрепить за язьвинцами статус самостоятельного этноса. Но эта инициатива не нашла поддержки.
В 1990-е годы по инициативе Г. Н. Чагина, началось движение сверху за возрождение коми-язьвинской культуры. Проблемы сохранения и развития культуры и языка обсуждались на международных научно-практических конференциях «Коми-язьвинцы и историко-культурное наследие Прикамья» в 1995 и 2002 годах при участии финских учёных.
С 2002 года в деревне Антипина отмечается праздник «Сарчик — приносит весну» (Сарчик — название птички трясогузки; у коми-пермяков она именуется Сырчик — слово восходит к тат. сыерчык «скворец»). Приезжают фольклорно-этнографические коллективы и гости из соседних районов.